# Lijst van voetbalinterlands Aruba - Turks- en Caicoseilanden
Deze lijst van voetbalinterlands is een overzicht van alle officiële voetbalwedstrijden tussen de nationale teams van Aruba en de Turks- en Caicoseilanden. De landen speelden tot op heden een keer tegen elkaar. Dat was een kwalificatiewedstrijd voor de Caribbean Cup 2014 op 30 mei 2014 in Oranjestad.

## Wedstrijden
| № | Plaats     | Datum       | Competitie                      | Wedstrijd                    | Uitslag |
| - | ---------- | ----------- | ------------------------------- | ---------------------------- | ------- |
| 1 | Oranjestad | 30 mei 2014 | Caribbean Cup 2014 kwalificatie | Aruba – Turks- en Caicoseil. | 1 – 0   |

## Samenvatting
| Competitie                 | Totaal gespeeld | Winst Aruba | Gelijk | Winst Turks- en Caicoseil. | Doelsaldo Aruba – Turks- en Caicoseil. |
| -------------------------- | --------------- | ----------- | ------ | -------------------------- | -------------------------------------- |
| Caribbean Cup-kwalificatie | 1               | 1           | 0      | 0                          | 1 – 0                                  |
| Totaal                     | 1               | 1           | 0      | 0                          | 1 – 0                                  |

Wedstrijden bepaald door strafschoppen worden, in lijn met de FIFA, als een gelijkspel gerekend.